# Hiraoka Hiroaki
Hiroaki Hiraoka (sinh ngày 2 tháng 9 năm 1969) là một cầu thủ bóng đá người Nhật Bản.

## Sự nghiệp câu lạc bộ
Hiroaki Hiraoka đã từng chơi cho Shimizu S-Pulse, Consadole Sapporo và Albirex Niigata.